# Tirailleurs malgaches
Pour les articles homonymes, voir Bataillon de tirailleurs malgaches.
Les tirailleurs malgaches, et par extension les différents militaires coloniaux d'origine malgache, sont des combattants de l'armée française recrutés parmi les habitants de Madagascar.

## Avant 1914

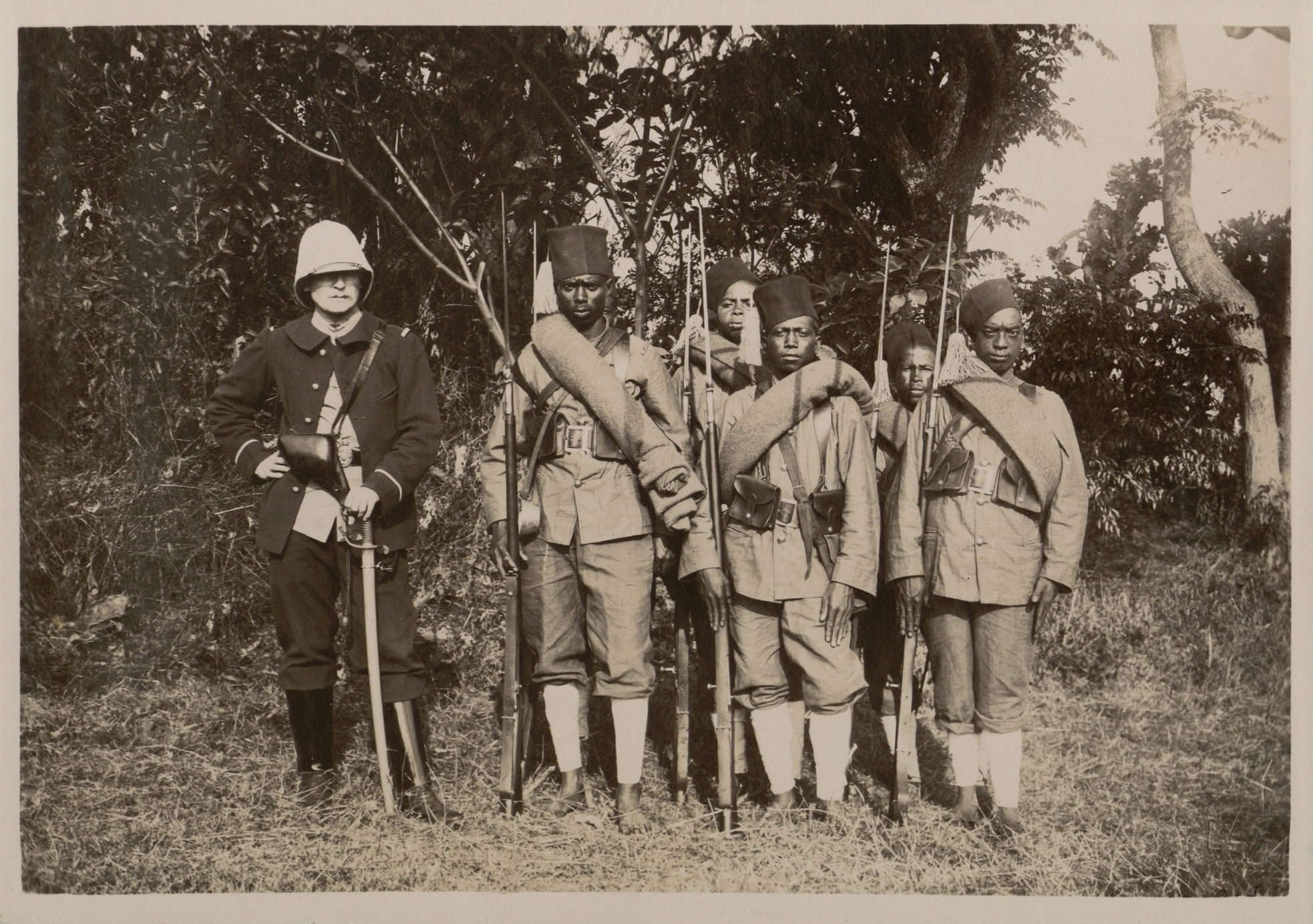
Tirailleurs malgaches avec un officier français vers 1900.

La compagnie de tirailleurs sakalaves de Madagascar est créée le 12 août 1885. En 1892, l'unité passe à deux compagnies et est renommée tirailleurs de Diego Suarez. Le régiment colonial de Madagascar, recruté avant l'expédition de Madagascar de 1895, compte un bataillon malgache.
Le régiment de tirailleurs malgaches (RTM) est créé le 13 janvier 1895, en incorporant les tirailleurs de Diego Suarez. Le 6 juin 1897, ce régiment, majoritairement stationné à Tamatave, devient le 1er RTM lorsque le 2d RTM est créé. Le 3e RTM est créé le 25 avril 1903 et le 4e le 1er février 1911.
Le 4e RTM est dissous dès juin 1911. Les trois régiments de tirailleurs malgaches reçoivent leur drapeau des mains du président Raymond Poincaré le 14 juillet 1913.

## Première Guerre mondiale

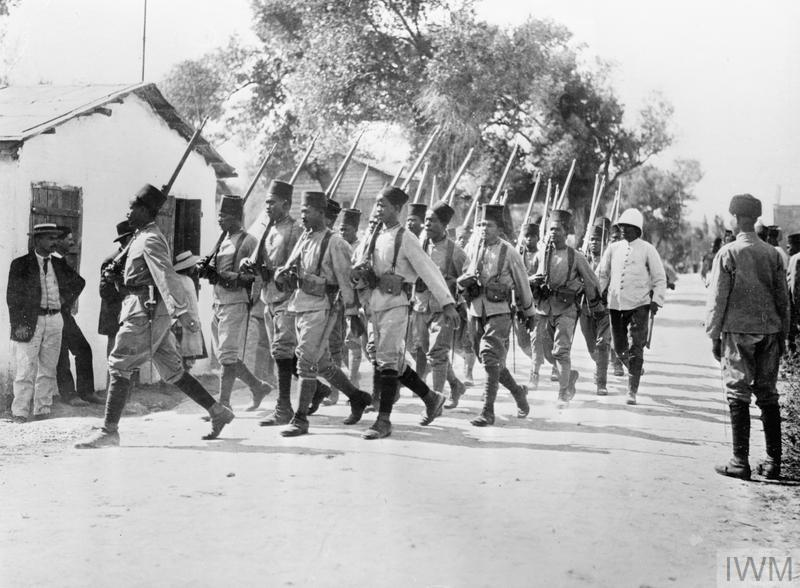
Des tirailleurs malgaches en octobre 1917.

Pendant la Première Guerre mondiale, les Malgaches sont considérés initialement comme impropres à la guerre en Europe, notamment par le général Joffre, malgré les demandes du gouverneur général de la colonie, Hubert Garbit. Le recrutement des Malgaches est finalement autorisé et Garbit organise la mobilisation des Malgaches,. Il s'engagera lui-même en 1917. Le premier contingent est envoyé en octobre 1915 vers la métropole, suivi de cinq autres en 1916. Les 21 bataillons de tirailleurs malgaches, comme les Indochinois, furent plutôt utilisés pour des travaux de Génie ou en usine d’armement, à l'exception de trois bataillons entraînés au combat, le 12e BTM étant le seul engagé au feu. Les bataillons malgaches furent formés entre 1916 et 1918, essentiellement dans le Var et la plupart furent dissous en 1918, environ 15 000 hommes étant mutés dans l’artillerie coloniale[réf. souhaitée]. 45 863 Malgaches servirent dans les rangs de l'Armée française (dont 41 355 au titre des Armes)[réf. nécessaire]. Parmi les combattants, 10 000 furent incorporés dans des régiments d'artillerie lourde. Au total 3 101 Malgaches furent tués ou portés disparus et 1 835 blessés.

## Entre-deux-guerres
Les bataillons de tirailleurs malgaches participent à l'occupation de la Rhénanie après la Première Guerre mondiale. En mars 1923, les tirailleurs malgaches forment cinq bataillons de chasseurs-mitrailleurs stationnés en France, auxquels s'ajoute en octobre le 41e régiment de tirailleurs coloniaux. Un bataillon est engagé et partiellement détruit lors de la grande révolte syrienne de 1925, le 42e bataillon de tirailleurs coloniaux.
En 1926, les trois régiments de l'île sont réorganisés en deux régiments mixtes de Madagascar (1er et 2e RMM) et un régiment de tirailleurs malgaches. À la même époque, deux régiments de tirailleurs malgaches sont mis sur pied en France, le 41e et le 42e.

## Seconde Guerre mondiale
27 676 Malgaches sont affectés à la défense de leur île en mai 1940 tandis que 14 675 sont alors en France. Les régiments d'artillerie des divisions d'infanterie coloniale sont renforcés de nombreux Malgaches. Deux unités d'infanterie à recrutement malgache sont engagées lors de la campagne de France, le 41e régiment de mitrailleurs d'infanterie coloniale et la 42e demi-brigade de mitrailleurs coloniaux, où elles sont détruites.

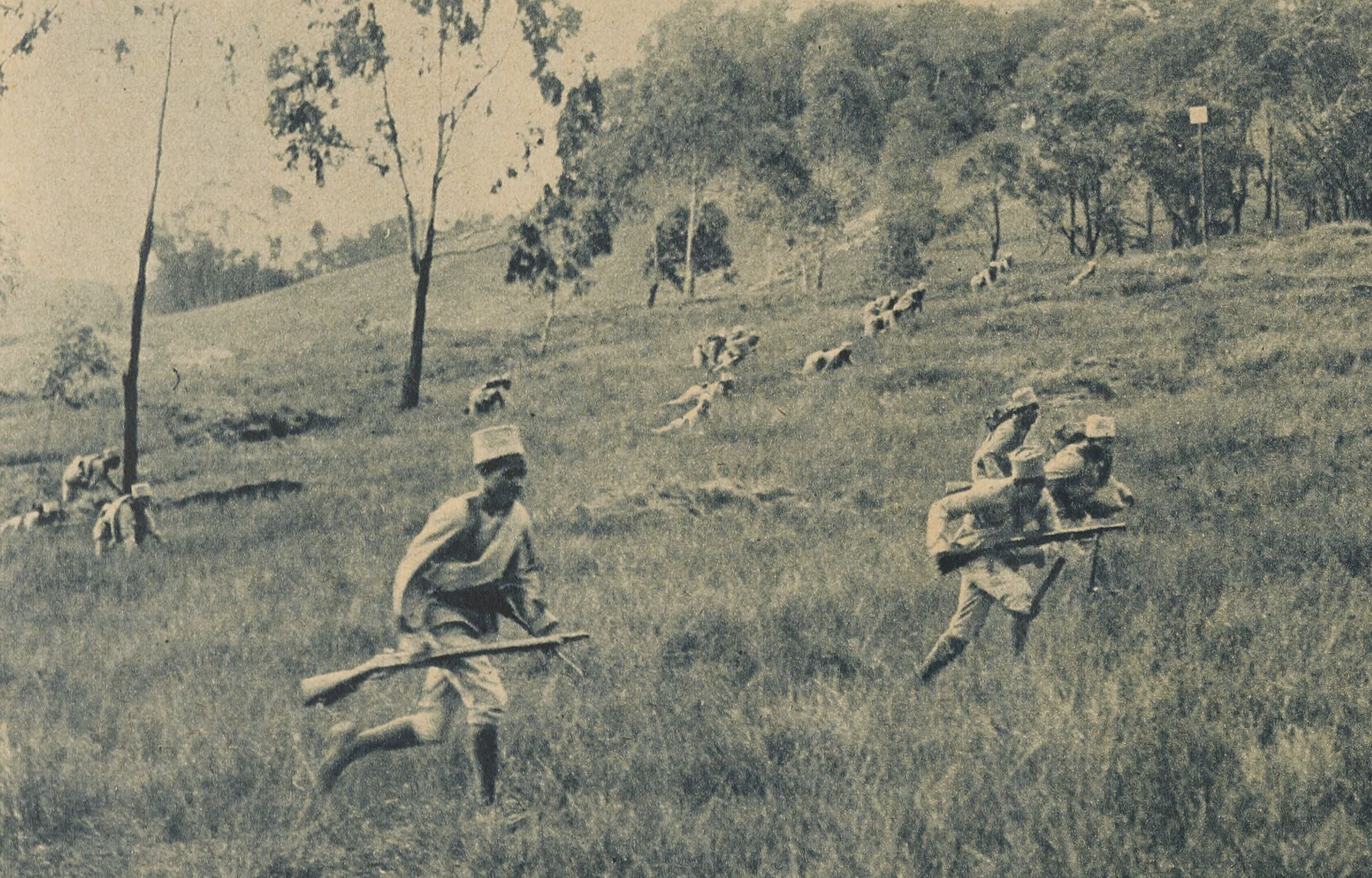
Tirailleurs malgaches en manœuvres dans la Grande Île au début de la Seconde Guerre mondiale.

Pendant l'occupation, des tirailleurs malgaches faits prisonniers par les Allemands en 1940 s'évadent et rejoignent la Résistance, à l'image de Justin Resokafany.
Lors de l'invasion britannique de Madagascar, débutée le 5 mai 1942 contre l'administration vichyste de l'île, les tirailleurs malgaches s'opposent sans grande conviction aux forces des Alliés,.
Les tirailleurs malgaches jouent un rôle très secondaire dans les dernières années de la guerre : leur principale contribution est un petit rôle de garnison à Djibouti.

## Après 1945
Après l'insurrection malgache de 1947, les deux régiments mixtes de Madagascar ne sont constitués que de soldats français ou de tirailleurs sénégalais, les malgaches servant au sein du bataillon de tirailleurs malgaches. Celui-ci devient en 1958 le 12e bataillon d'infanterie de marine, dissous en 1962.
Des Malgaches servent au sein d'unités d'artillerie coloniale pendant la guerre d'Algérie, jusqu'en 1962.